# ケープコッド
ケープコッド（英: Cape Cod, the Cape）は、アメリカ合衆国東北部のマサチューセッツ州東端を形成し、バーンスタブル郡のほぼ全域に相当する腕の形をした半島である。対岸のプリマスはピルグリムファーザーズの上陸地。ケープコッドの小さな町の海洋的性格や海浜が夏季の観光資源となっている。
ケープコッドは元々本土と一体であったが、1914年に開通したケープコッド運河を間に挟んでいる。マサチューセッツ本土からケープコッドへは運河を跨ぐ3つの橋がある。車両はサガモア橋とボーン橋を使ってケープコッドに渡れる。もう一つの橋はケープコッド運河鉄道橋である。
沖合はタラの漁場。コッドとは、英語で「タラ」を意味する。ケープは｢岬｣という意味なので、｢コッド岬｣とも呼ばれる。

## 地形的および行政上の区分

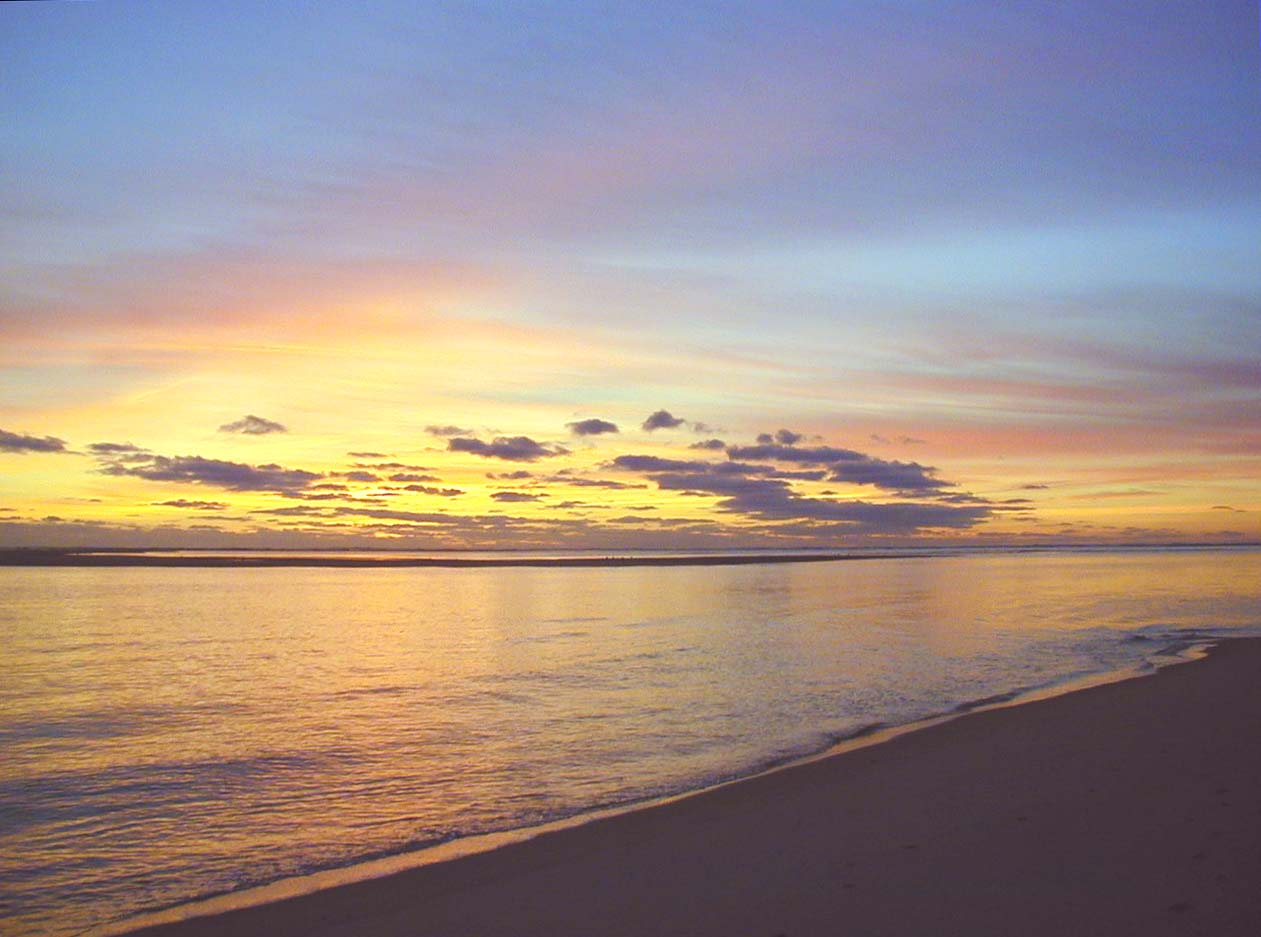
ナンタケット・サウンドの日の出

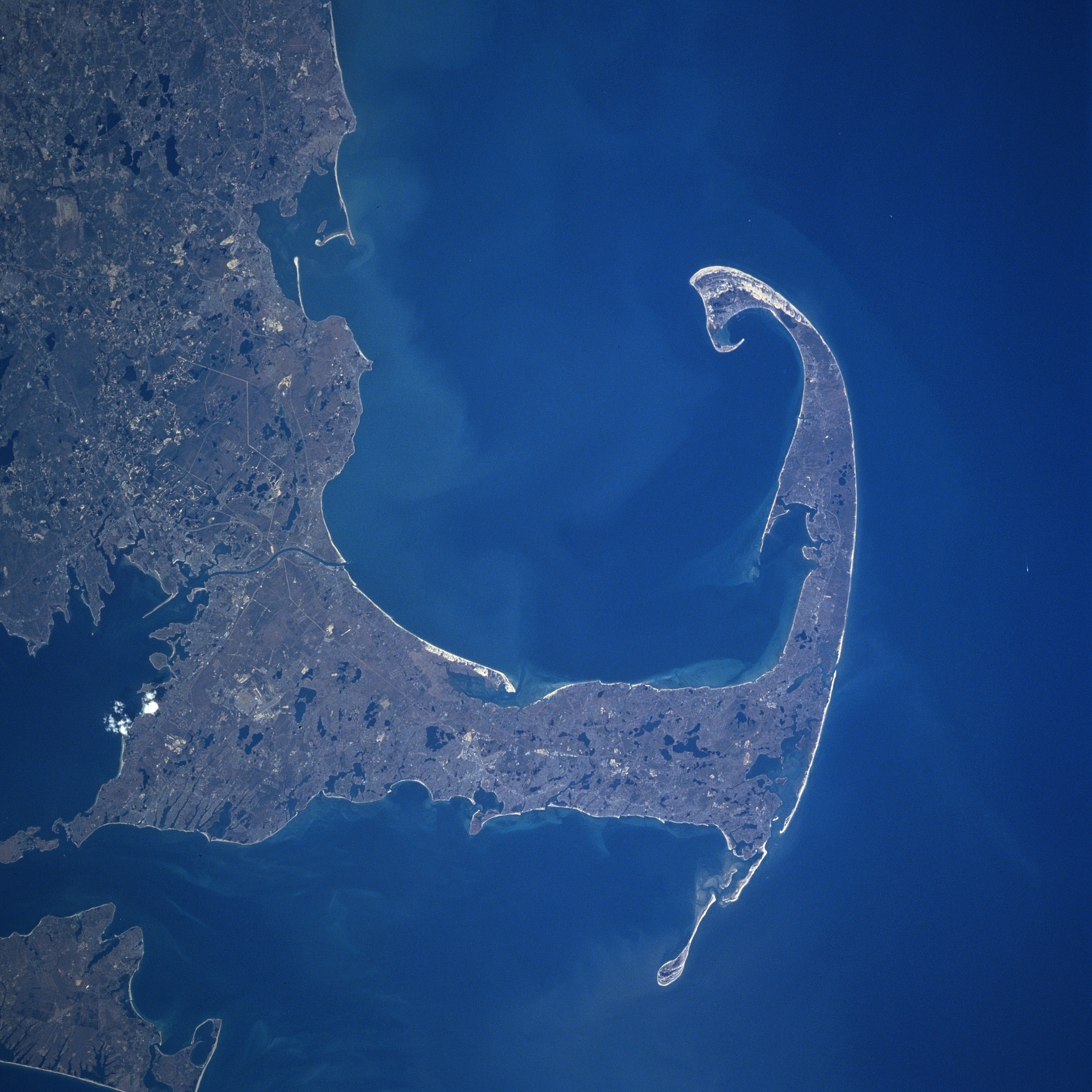
ケープコッドとケープコッド湾の衛星写真

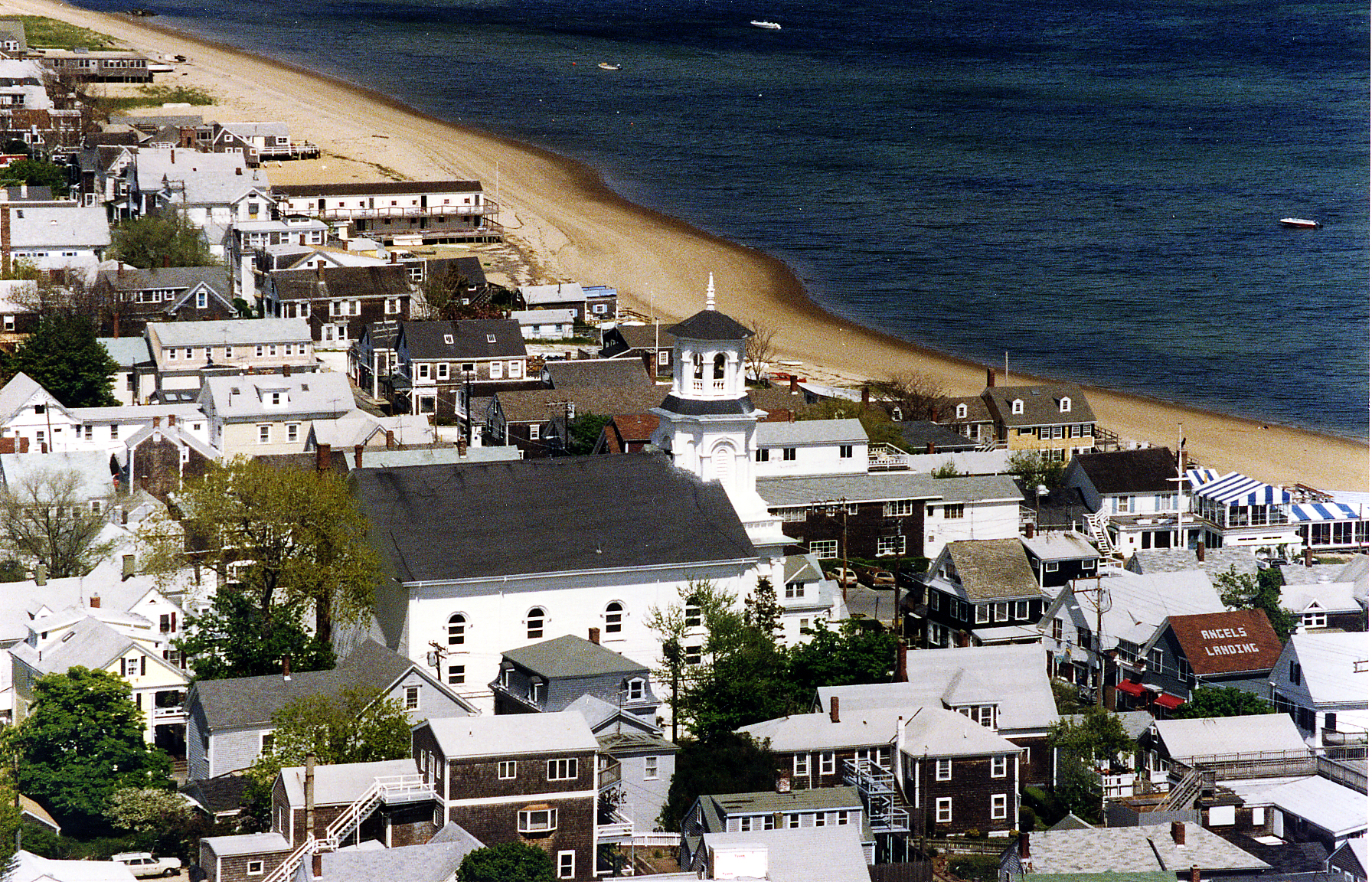
ケープコッド先端の町プロビンスタウン

ケープコッドの行政上の区分は、ほとんどバーンスタブル郡全域に相当している。バーンスタブル郡の15の町のうち2つ（ボーンとサンドイッチ）は本土の土地を含んでおり、「オフ・ケープ」と呼ばれ、運河に接している。プリマスとウエアハムの町は隣接するプリマス郡の中にあり、地形的にはケープコッドの一部ではあるが、半島部ではない。またこの2つの町はケープコッド運河の本土側にあり、ケープコッドの中の町とは一線を画した形になっている。運河の開通以来、本土側の土地は「オフ・ケープ」と呼ばれるようになった。
ケープコッドは4つの部分がある。
- アッパー・ケープは本土に一番近い部分である。この部分には、ボーン、サンドイッチ、ファルマスおよびマシュピーの町がある。バーンスタブルの町の一部はアッパー・ケープにあるが、通常はミッド・ケープに属するとみなされている。ファルマスには有名なウッズホール海洋研究所やその他幾つかの研究施設があり、またマーサズ・ヴィニヤード島とを繋ぐフェリー乗り場があり利用客が多い。ファルマスの中にはまた幾つかの村がある。イースト・ファルマス、ファルマス、ハッチビル、ノース・ファルマス、ティーティケット、ワクォーイット、ウエスト・ファルマスおよびウッズホールである。他にも幾つかの小村落があり、隣接する自治体に取り込まれている（例えば、デイビスビル、ファルマス・ハイツ、クィセット、シップウィセットなどである）[3]。
- ミッド・ケープには、バーンスタブル、ヤーマスおよびデニスの町がある。この地域には、ナンタケットサウンドに沿った水の暖かい海浜を含め多くの美しい海岸がある。例えばテクニカラーの発明者の一人ハーバート・カルマスの名を取ったハイアニスのカルマス海岸がある。ここではウィンドサーフィンの人気があり、開発をしないという条件でカルマス博士がバーンスタブルの町に遺贈したもので、おそらくアメリカでも最初の開放空間保護の例となった。ミッド・ケープはケープコッドの中でも産業や商業の中心である。バーンスタブル町の中には7つの村がある。バーンスタブル、センタービル、コテュイット、ハイアニス、マーストンズミルズ、オスタービルおよびウエスト・バーンスタブルである。ここにも幾つかの小村落があり、隣接する自治体に取り込まれている（例えば、クレイグスビル、カンマクィド、ハイアニスポート、サンテュイット、ウィアンノなどである）[4]。ヤーマス町にも3つの村がある。サウス・ヤーマス、ウエスト・ヤーマスおよびヤーマスポートである。
- ロウアー・ケープはケープコッドの中でも幅の狭い部分であり、ここから急に北へ曲がっている。この地区にはハーウィック、ブリュースター、チャタムおよびオーリーンズの町がある。
- アウター・ケープは一番外側、半島の先端部分で、イースタム、ウェルフリート、トルーロおよびプロビンスタウンの町がある。この地区にはケープコッド国定海岸があり、コーストガード海岸やイースタムのノーセット・ライト海岸のような、アメリカでも特に人気のある海岸がある。別名「海岸博士」のステファン・リーザーマンが最近コーストガード海岸を2007年の全米で第5位の海岸に指名した[5]。

プリマスからプロビンスタウンの間、北はマサチューセッツ湾があり、ケープコッドで囲まれるようになっている広い海域はケープコッド湾と呼ばれる。ケープコッドの西にはバザーズ湾がある。南にはナンタケットサウンドがあり、ナンタケット島とマーサズ・ヴィニヤード島がある。またゴスノルドの町に所属するエリザベス諸島はほとんど私人の所有になっている。この中ではカティハンク島が最も人口が多い。

## 地質
「アメリカの東、一面の大西洋に古代の消えた陸地の最後のかけらがある。砕け散る波と雨に洗われ風に吹き曝されても、それは雄雄しく残っている」 - ヘンリー・ボストンの著書「The Outermost House」より。

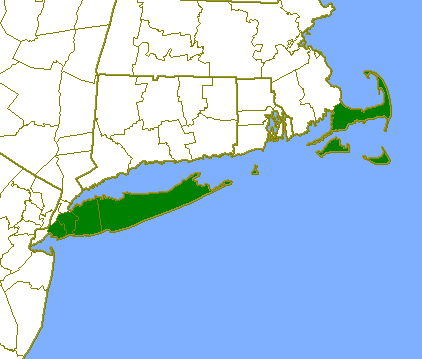
アウター・ランズ

ケープコッドは、ニューヨークのロングアイランドの方向に伸びる薄い線を描く諸島のある連続した列島地域である。歴史的にはアウターランズと自然科学者が呼んでいる。この連続性は諸島とケープコッドが16,000年から20,000年前に堆積した最終的な氷河堆石であるという事実によっている。
ケープコッドの地質学的歴史の大半は、更新世地質時代後期のローレンタイド大陸氷河の前進と後退およびそれに伴う海面の変化である。放射性炭素年代測定法を使った研究では、約23,000年前に大陸氷河が北アメリカでは最も南に伸びてきてその後、後退を始めた。18,000年前までに大陸氷河はケープコッドより北まで後退した。およそ15,000年前、ニューイングランド南部よりもさらに後退した。このころは地球の水分が大規模な大陸氷河に吸収されていたので、海面は低かった。
氷が溶けると海面が上昇を始めた。当初、海面は急速に上がり、1,000年で15 mの上昇速度だったが、その後速度は落ちた。ケープコッドの海面では、6,000年前から2,000年前の間、1,000年に3 mの上昇速度であった。その後も1,000年に1 mの速度で上昇を続けた。6,000年前までに、海面は氷河の堆積物を侵食し始めるだけの高さにあり、消えた大陸氷河がケープコッドを残した。海水はケープコッドの外側海岸線に沿って南北に侵食した堆積物を運んだ。北へ運ばれた堆積物はケープコッドの北端でまた堆積された。
ケープコッドの北端、プロビンスタウン・スピットは海岸伝いに運ばれてきた海洋堆積物でできている。南に運ばれた堆積物はモノミーの諸島と浅瀬を作った。ケープコッドの他の場所は波の作用で小さくなったが、これら堆積物が運ばれた場所は成長した。また氷河が後退した結果として、ケープコッドには透明で冷たい湖「ケトル・ポンド」が多く作られた。
このような作用は今日でも続いている。ケープコッドと付近の諸島は、大洋に突き出ているために大量の侵食に曝されている。数千年のうちに侵食によってケープコッドが無くなると言う地質学者もいる。この侵食は海岸を洗い障壁となる諸島の破壊を起こした。例えば、1991年のハリケーン・ボブの時にチャタムの障壁諸島は大西洋の荒波で破壊され、波と高潮が障害なしに海岸に当たった。この結果海岸にあった堆積物と砂が洗い流され、別の所に運ばれた。ある所で陸地を破壊し、他の場所で新しい陸地を作る、この作用は水が堆積物を運ぶ湿地で最も顕著である。

## 気候
ケープコッドは温暖な海洋性気候である。通常は内陸部よりも温和であるが、2005年のブリザードやハリケーン・ボブのように極端な気象条件に見舞われる場合があった。大西洋の影響で夏は涼しく、冬はいくらか暖かい。暖かいメキシコ湾流に影響されていると通常考えられがちであるが、メキシコ湾流はバージニア沖で東方に海岸から離れるので、ケープコッドの海域は冷たいカナダのラブラドル海流の影響を多く受けている。ケープコッドの気候は、冬の冷たさが残っている大洋に囲まれている春は遅くまで評判が悪い。しかし、夏の暖かさが残っている海洋のお陰で秋はことの他過ごしやすいことで知られている。ケッペンの気候区分ではニューイングランドのほぼ全域が冷帯湿潤気候（DfaまたはDfb）に属することになっており、ケープコッドも例外とはされていないが、計算上は温帯の西岸海洋性気候（Cfb）にあてはまる。
ケープコッドの周りの海は冬の寒さを和らげ、農務省の耐寒性地域7を北アメリカ東部の北限まで広げている。 その結果、南の方で育つ植物がケープコッドでも見ることができる。例えばツバキ、イレックス・オパカ（モチノキ科）、ネムノキおよびアラウカリア・アラウカナ（ナンヨウスギ科）である。
ケープコッドとマーサズ・ヴィニヤードやナンタケットの諸島地域の降水量はニューイングランドの中でも少ない方であり、年間平均降水量は1,000 mmに満たない（ニューイングランドの大部分では1,070 mmから1,170 mm）。これは西方の地域を移動する暴風帯が山岳地で作られ、海岸に到着する前に標高の高い地域で湿り気を落としてくるからである。しかしこの地域は晴天日数が少ない。曇りの日数は内陸部と変わらないが、霧の日が多いからである。
| 月                    | 1月         | 2月         | 3月         | 4月         | 5月         | 6月         | 7月         | 8月         | 9月         | 10月        | 11月        | 12月        | 年間           |
| --------------------- | ----------- | ----------- | ----------- | ----------- | ----------- | ----------- | ----------- | ----------- | ----------- | ----------- | ----------- | ----------- | -------------- |
| 平均最高 °F (℃)       | 35.7 (2.1)  | 36.5 (2.5)  | 43.2 (6.2)  | 53.1 (11.7) | 62.5 (16.9) | 74.3 (23.5) | 79.5 (26.3) | 80.0 (26.7) | 77.1 (25.2) | 65.1 (18.4) | 54.6 (12.6) | 41.8 (5.4)  | 58.5 (14.7)    |
| 平均最低 °F (℃)       | 22.4 (-5.3) | 23.0 (-5.0) | 29.6 (-1.3) | 36.9 (2.7)  | 47.7 (8.7)  | 58.3 (14.6) | 66.6 (19.2) | 68.5 (20.3) | 60.0 (15.5) | 49.9 (9.9)  | 39.1 (3.9)  | 28.0 (-2.2) | 44.1 (6.7)     |
| 降水量 in inches (mm) | 3.86 (98.0) | 2.97 (75.4) | 3.74 (95.8) | 3.62 (90.4) | 3.29 (80.3) | 3.02 (74.2) | 2.45 (62.2) | 2.56 (67.6) | 2.94 (75.9) | 3.34 (81.3) | 3.57 (90.7) | 3.65 (92.7) | 39.01 (990.85) |

## 先住民族
ケープコッドは何世紀もの間、先住民族のワンパノアグ族の住処であった。ワンパノアグ族は海産物で生活し、農業も行った。持続可能な森の管理原則を理解し下生えを燃やして管理する方法も知っていた。ワンパノアグ族は1620年に到着したピルグリム・ファーザーズを助け、出来たばかりのプリマス植民地で生き残らさせた。
先住民族はイギリス開拓者の購入と没収で土地を失っていった。現在ケープコッドにはインディアン居留地が無い。「狭い土地の先住民」(Natives of the Narrowland')というドキュメンタリー番組は、1993年に放映され女優のジュリー・ハリスがナレーションを務めたものだが、ケープコッドの考古学的場所にレンズを通してワンパノアグ族の歴史を紹介した。1974年、先住民族の先祖に関することをはっきり述べるために、マシュピー・ワンパノアグ族審議会社が作られた。連邦政府は1975年と1990年の二度、マシュピー・ワンパノアグを「民族」として公式に認めるよう請願を受けた。2007年5月、ワンパノアグ族はやっと連邦政府によって民族と認められた。

## 歴史
「（ケープコッドは）、飢えた犬が群れをなしてさまよう広い陰気な場所である。地球上で最も興味をそそらない景色である。」 - ヘンリー・デイヴィッド・ソロー
ケープコッドは初期の探検家達の目印であった。おそらく北欧の航海者レイフ・エリクソン (970年頃 - 1020年頃）が言った「ヴィンランドの岬」はここであろう。1524年、イタリア人探検家ジョバンニ・ダ・ヴェラッツァーノはここに南から接近し、スペイン人のエステバン・ゴメスはその翌年にセントジェイムズ岬と名づけた。1602年にイギリス人バーソロミュー・ゴスノルドが現在の名称に変えた。フランス人サミュエル・ド・シャンプランは1606年にそこの砂で埋まった港の海図を作った。イギリス人ヘンリー・ハドソンは1609年にケープコッドに上陸した。イギリスの船長ジョン・スミスは1614年に彼の地図にケープコッドを載せた。そして1620年のピルグリム・ファーザーズは、まず「ケープ・ハーバー」に入り（一般にはプリマス・ロックと信じられている）、11月11日に現在のプロビンスタウン近くに上陸した。その近く、現在のイースタムで、初めて先住民族と遭遇した。

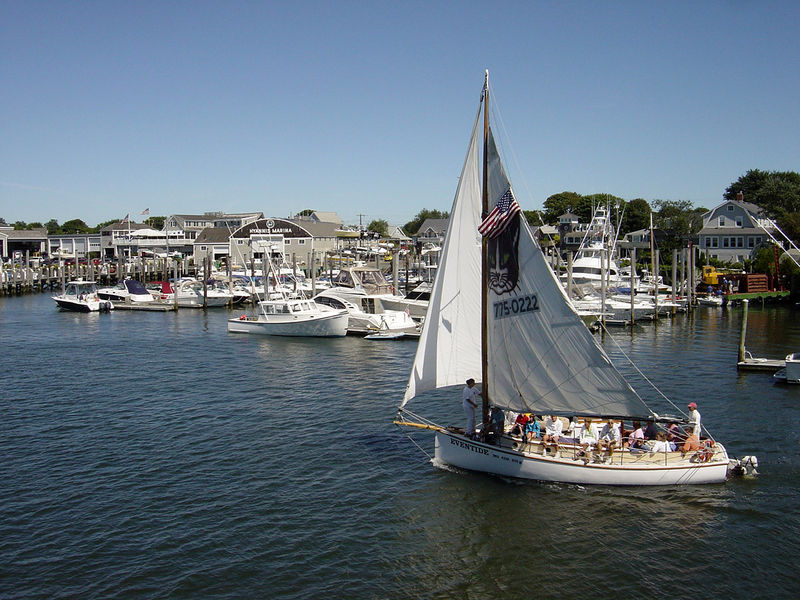
ナンタケット・サウンドに面するハイアニス港

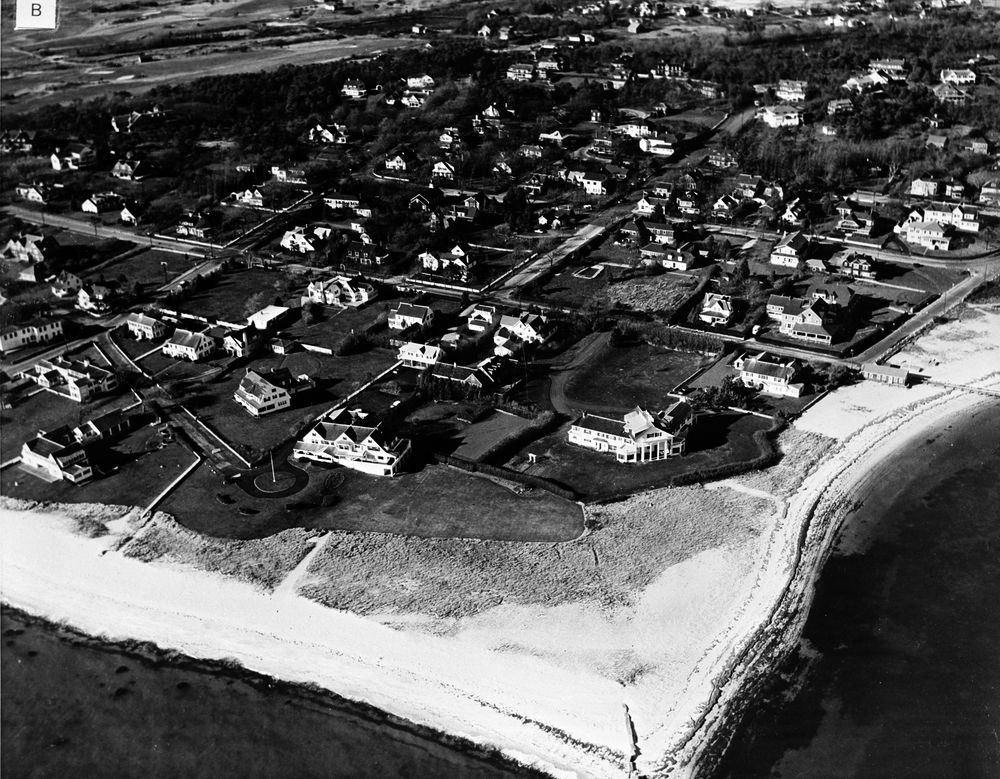
ケネディ家の別荘地ケネディ・コンパウンド。ハイアニス (マサチューセッツ州)の南に位置するハイアニス・ポートの海岸沿いに広がる

ケープコッドは北アメリカで最初にヨーロッパ人が入った場所の一つである。バーンスタブルやサンドイッチ（1638年）およびヤーマス（1639年）は別として、ケープコッドの15の町はゆっくりと成長した。ケープコッドにできた最後の町はマシュピーで1880年のことだった。プロビンスタウンは18世紀まで一群の小屋があるだけだった。マサチューセッツ湾からバザーズ湾に至る水路が1717年のサザックの地図に見られるが、現在のケープコッド運河は1870年から1914年まで難儀して工事が進められた。連邦政府はこれを1928年に買収した。
初期の入植と激しい土地の使い方のお陰で、1849年から1857年にヘンリー・ソローがその4度の訪問を行った時までに、植物は発育不良となり樹木は稀になった。暖房はすべて木に頼っており、1軒の家で40ないし80 m3の薪を要したので、ケープコッドの樹木は直ぐに無くなってしまった。他の地域にはイギリス人に馴染みのある穀物を植えたが、ケープコッドの薄い氷河が運んできた土には向いていなかった。例えばイースタムでは多く小麦を植えた。森林の野焼きは土壌に栄養を与えるために普通に行われていた。不適切で過剰な農業は表面度の侵食と喪失に繋がった。アウター・ケープの砂丘が至る所にあり、多くの港は侵食された土で埋まった。1800年までに、ケープコッドで必要とされる薪は舟でメインから運ばれてくるようになった。植生の不足は、メリノ種の羊と1840年頃にニューイングランドでピークを迎えた毛織物マニアによってさらに悪化した。マサチューセッツやロードアイランドで起こった産業革命の初期、ケープコッドはそこに水資源が無かったために置いて置かれた。その代わりに、その地理的な位置づけから大規模漁業や捕鯨業の基地として栄えるようになった。1860年以後アメリカの西部が開拓されケープコッドでは農業が捨てられ始めた。1950年までに18世紀以来絶えて無かった森林が形成された。
ケープコッドはアッパー・ケープの町への鉄道輸送が改善されて、19世紀の末に始まる多忙な都市生活者の夏の安息の地になった。ボーンやファルマスへはボストン市民が利用し易くなった。20世紀の初めには、多くの大きな「コテージ」が、北東部商人上流層のためにバザーズ湾沿いに建てられた。ケープコッドで過ごせるゆったりとした夏の環境は、「サタデー・イブニング・ポスト」や「デリニエーター」などの人気のある雑誌にケープコッドの人々について数え切れないくらい多くの短編を出版したジョセフ・C・リンカーンなどの作家によって、全国民の注意を引き付けることになった。
グリエルモ・マルコーニはケープコッドのウェルフリートでアメリカ起源の大西洋間無線通信に初めて成功した。マルコーニが初めて無線通信を送った海岸はマルコーニ海岸と呼ばれるようになった。この成功に基づいて、マルコーニは1914年に海岸無線局WCCをチャタムに開局した。これはアメリア・イアハート、ハワード・ヒューズ、リチャード・バードおよびヒンデンブルクとの通信にも一役買った。マルコーニはチャタムの大西洋に向かって三方を海に囲まれた見晴らしの良い地点としてこの場所を選んだ。ウォルター・クロンカイトはチャタムの放送局の歴史について2005年に17分間のドキュメンタリーを放送した。
ケープコッドの大西洋側東面の海岸の大半は広い砂浜である。ケネディ・コンパウンドと呼ばれるケネディ家の一大別荘地があることでも知られる。1961年、ジョン・F・ケネディ大統領によって、この海岸の意義ある部分がケープコッド国定海岸の一部に指定され、以後開発から保護されている。ウェルフリートの「マルコーニ・サイト」を含め、大半の場所は出入り自由であり、最初の双方向大西洋間通信（セオドア・ルーズベルトがマルコーニの器械を使った）が行われた場所の周りには公園が造られた。

## ケープコッドの灯台
「古代から灯台は人類を魅了してきた。灯台の灯りには希望や信頼を暗示し、さらに人類の良き本能に訴える何かがある。」 - エドワード・ロー・スノー
常に動き危険な浅瀬のために、歴史上の早い時期からケープコッドの海岸は船に危険を知らせる灯りを使ってきた。ケープコッドや付近の諸島には数多くの現役の灯台がある。ハイランド灯台、ノーセット灯台、チャタム灯台、レースポイント灯台およびノブスカ灯台などはアメリカ沿岸警備隊によって運営され、またケープコッドを象徴する写真の題材にもなっている。他にも下記の灯台がある。
- アッパー・ケープ: ウィングズネック、カティハンク、ターポリンコーブ
- ミッド・ケープ:サンディネック、サウスハイアニス、ルイスベイ、ビショップアンドクラークス、モノミー、バスリバー、ステージハーバー
- アウター・コッド：ウッドエンド、ロングポイント、パメット、マヨビーチ、ビリングスゲート、スリーシスターズ

## 交通
ケープコッドは、ボーンとサガモアから運河を跨ぐ2つの幹線道路橋で本土と繋がっている。どちらも1930年代に造られた。また垂直昇降式鉄道橋もある。
ケープコッド全体は大まかに国道6号線が縦貫している。地元ではミッド・ケープ・ハイウェイ、公式にはレパブリック・ハイウェイのグランド・アーミーと呼ばれている。ボストンとプロビンスタウンを約3時間で結ぶ中距離バスがこの国道の上を走っている。
ケープコッドへの商業空路はバーンスタブル市民空港とプロビンスタウン市民空港が利用できる。ケープコッドに入るバス路線も幾つかある。ボストンやプリマスとプロビンスタウンを結ぶフェリー航路もある。またハイアニスから諸島へ出るフェリーもある。
ケープコッドには公共交通機関であるケープコッド地域輸送局(CCRTA)があり、バス路線を運営している。
ケープコッドを通る定時乗客鉄道は1959年に終わった。1978年、サウス・デニスから東の軌道は廃止され、「ケープコッド・レール・トレイル」と呼ばれる大変人気のある自転車道に生まれ変わった。アッパー・ケープ地区のファルマスからハイアニスまでは現在も鉄道輸送が残っている。1986年、アムトラックが「ケープコッダー」号というニューヨーク市からハイアニスまでの夏季の季節列車を走らせた。これは1996年に休止されたが、ケープコッドに出入りする車の交通量を減らすために、マサチューセッツ湾交通局の通勤用運行を拡張してボストンからの乗客用鉄道を復権させる議論がしばしば行われている。

## 観光

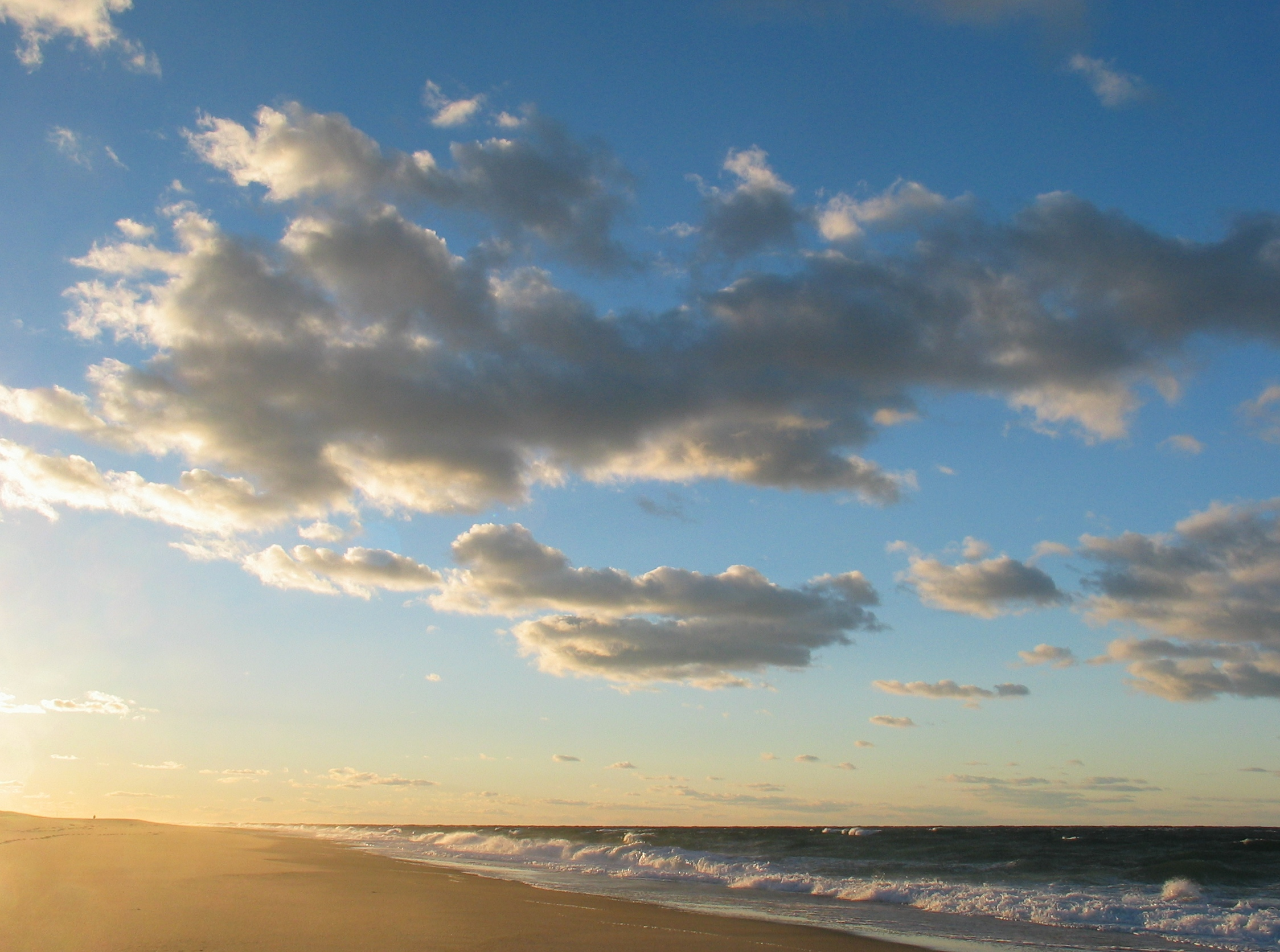
ケープコッドビーチの夕日

ケープコッドの一年間を通した人口は約23万人であるが、ニューイングランドの寒さが短くとも快適な夏に道を譲る毎年夏、戦没将兵追悼記念日（5月の最終月曜）からレーバーデー（9月の第1月曜）の間は観光客で膨れ上がる。ケープコッドの事業は夏の訪問者にターゲットを絞ったものであり、オフシーズンの8ないし9ヶ月は休業している。20世紀遅くに、観光客や別荘の所有者が春や秋にもケープコッドを訪れるようになり、高稼働の季節の定義を緩めいくらか広がるようになった。特に良く知られているケープコッドの産品は、クランベリー、貝類（特にカキとハマグリ）およびロブスターである。
ケープコッドを訪れる上で、サンドイッチ、ハイアニス、ファルマス、チャタム、プロビンスタウンの5つが、米国ではとくに人気の観光スポットとなっている。
ケープコッド先端のプロビンスタウンはステルワーゲン・バンク国定海洋聖域をパトロールする鯨ウォッチングツアーの基地でもある。ほとんどのツアーは鯨（ザトウクジラ、ナガスクジラ、イワシクジラ、ミンククジラさらには絶滅危惧種であり、このコッド岬沖が重要な餌場の一つとなっているキタタイセイヨウセミクジラ）の見学を保障する。また、ある一つの船隊は鯨を救うために連邦政府に操業資格を与えられた唯一のものである。多くのホテルや盛り場がゲイやレズビアンにも友好的であり、夏はゲイのメッカとしても知られている。
ケープコッドは海浜ウォーク、自転車、ボート、釣り、ゴーカート、ゴルフ、カヤック、ミニチュアゴルフおよび特徴あるショッピングといった野外活動に人気がある。ゴルフ場はパブリックで日決め料金のコースが27、プライベートのコースが15ある。 朝食つき宿泊所あるいは別荘が宿泊所としてよく使われている。
美しいリゾート地であり、ボストン等の都会からも近い事からいわゆるエグゼクティブ等が別荘を構えており、ケネディ一家の別荘がある事でも知られる。また、穏やかな場所なので定年後に移住して老後を過ごす人も多いという。

## スポーツ
ケープコッドには、バーンスタブル郡内にケープコッド・ベースボールリーグがあり9つのアマチュア野球チームが所属している。隣接するプリマス郡のウェアハムにあるウェアハム・ゲートメンもこのリーグで試合を行う。このリーグは1885年に創設された。所属チームは、ボーン・ブレーブス、ブリュースター・ホワイトキャップス、チャタム・アスレチックス、コーテュイット・ケトラーズ、ファルマス・コモドアーズ、ハーウィック・マリナーズ、ハイアニス・メッツ、オーリーンズ・カーディナルス、ウェアハム・ゲートメンおよびヤーマス＝デニス・レッドソックスである。プロのスカウトが夏の間に観戦に訪れ、将来のスターを探している。
ケープコッドはアメリカン・バスケットボール・アソシエーションに所属するケープコッド・フレンジーのホームでもある。
ケープコッドにはハイアニスに本拠を置くプレミア・デベロプメント・リーグに所属するプロ・サッカークラブ、ケープコッド・クルセダーズがある。さらに夏の間、ケープコッド・アダルト・サッカー・リーグが幾つかの町で開かれている。

## ケープコッド沖の諸島
ケープコッド自体と同様に、南の諸島も捕鯨と貿易の地域から北東部のリゾート地域に様変わりし、年取った裕福な家族、著名人および羽振りがいい観光客などを集めている。この諸島にはナンタケット島やマーサズビニヤード島があり、またエリザベス列島には、アヘン戦争の頃に中国でアヘンを売って儲けたジュン・マーレー・フォーブスが購入し、フォーブス家が所有するノーション島がある。エリザベス列島の中で唯一入る事ができる島は一番南のカティハンク島であり、その質素な島の一年を通しての人口は52人である。幾つかの著名な家族が大きな島に複合的な建物を作り、これらケープコッドの諸島を北東部でも最も富んだリゾート地にしている。ここには過去の貿易や捕鯨の文化が多く残されている。